# Атос

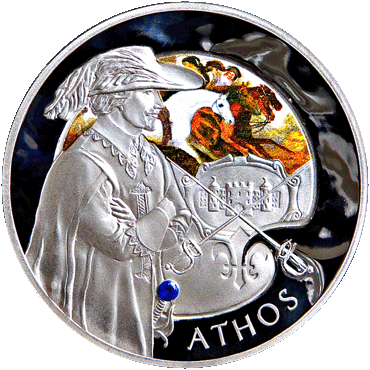
Атос

Атос граф де ля Фер (фр. Athos Comte de La Fère) — вигаданий герой романів Олександра Дюма «Три мушкетери», «Двадцять років потому» і «Віконт де Бражелон, або Десять років потому». 
В романі Атос був найстарший, найдосвідченіший та найтаємничіший з мушкетерів. Атос був одружений з Міледі де Вінтер, яку пізніше мушкетери стратили. В останньому романі трилогії описано пригоди його сина Рауля, який гине в Африці.
Справжнє ім'я прототипа Атоса — Арман де Сіллеґ д'Атос д'Отвьєль. Він народився між 1615 та 1620 рр. Також був споріднений із капітаном мушкетерів де Тревілем і завдяки протекції отримав посаду в сотні королівських мушкетерів у 1641 р. 
На відміну від персонажа Дюма, справжній Атос помер у порівняно молодому віці — імовірно від важкого поранення, отриманого на дуелі в грудні 1643 р. Померши у молодому віці, він не залишив ні сім'ї, ні дітей.